# Jacobus Collinus
Jacobus Johannis Collinus, född på 1600-talet i Karkku, död 1683 i Uskela, var en svensk-finsk präst.

## Biografi
Jacobus Collinus föddes i Karkku. Han var son till kyrkoherden Johannes Matthiae Collinus i Karkku och Elisabeth Johannesdotter Mört. Collinus blev 1651 student vid Kungliga Akademien i Åbo och prästvigdes 1655. Han blev 1655 pastorsadjunkt i Vittis och 1658 vice pastor i församlingen. Collinus blev 1661 kaplan i Finska församlingen, Stockholm, tillträdde 1 maj 1661 och 1663 kyrkoherde i församlingen, tillträdde 1 maj 1665. Han blev 6 maj 1669 kyrkoherde i Uskela, tillträdde 1 maj 1670 och tog 18 maj 1670 avsked från Stockholms konsistorium. Collinus avled 1683 i Uskela.

### Familj
Collinus gifte sig första gången 30 juni 1661 med Valborg Thuronius (1637–1665), dotter till kyrkoherden Thure Theodorici i Tavastkyro och Valborg Abrahamsdotter. De fick tillsammans barnen en son, en dotter och Abraham Collinus (född 1664).
Han gifte sig andra gången 19 juli 1666 i Finska församlingen med Catharina Hakes (död 1680), dotter till stadsskrivaren och rådmannen Peter Hakes i Nystad och Brita Hansdotter Hörling. De fick tillsammans barnen Nicolaus Collinus (född 1667), Catharina Collinus (född 1668) och Anna Collinus (1678–1738) som var gift med stadsfiskalen Johannes Lässle.
Collinus gifte sig tredje gången med Maria Alanus, dotter till Georg Alanus.